# The Light (Spock's Beard)
The Light è l'album di debutto della progressive rock band statunitense Spock's Beard, ed è stato pubblicato nel 1995.
Il disco è da molti considerato il miglior lavoro della band, e rappresenta il primo lavoro di stile progressive composto da Neal Morse. Fu scritto a cavallo tra il 1990 e il 1991, ma registrato e pubblicato solamente qualche anno dopo.
La versione europea e statunitense del disco hanno due differenti copertine. L'album è stato ristampato dalla Inside Out Music nel 2004 con una traccia bonus.

## Tracce
1. The Light – 15:33
2. Go the Way You Go – 12:03
3. The Water – 23:07
4. On the Edge – 6:11

Traccia bonus nella riedizione del 2004
1. The Light (Home Demo) – 15:18

## Formazione
- Neal Morse – voce principale, mellotron, organo Hammond, tastiere, chitarra acustica ed elettrica
- Alan Morse – chitarra elettrica solista, cello, mellotron & voce
- Dave Meros – basso, corno francese
- Nick D'Virgilio – batteria, percussioni, voce